# Fernandes Pinheiro
Fernandes Pinheiro este un oraș în Paraná (PR), Brazilia.